# Сан-Франсиско-де-Борха (муниципалитет)
Сан-Франсиско-де-Борха (исп. San Francisco de Borja) — муниципалитет в Мексике, штат Чиуауа с административным центром в одноимённом посёлке. Численность населения, по данным переписи 2010 года, составила 2290 человек.

## Общие сведения
Название San Francisco de Borja дано в честь католического святого Франсиско де Борха.
Площадь муниципалитета равна 1320 км², что составляет 0,53 % от общей площади штата, а наивысшая точка — 2409 метров, расположена в поселении Парахе-Сапареачи.
Он граничит с другими муниципалитетами штата Чиуауа: на севере с Кусиуирьячи, на востоке с Доктор-Белисарио-Домингесом и Сатево, на юге с Ноноавой, и на западе с Каричи.

## Учреждение и состав
Муниципалитет был образован в 1820 году, в его состав входит 32 населённых пункта, самые крупные из которых:
| Код INEGI                  | Населённый пункт                                                                                               | Численность населения (2005 год) | Численность населения (2010 год) |
| -------------------------- | --- | -------------------------------- | -------------------------------- |
| 057                        | Всего | 2243                             | 2290                             |
| 0001                       | Сан-Франсиско-де-Борха (исп. San Francisco de Borja) 27°54′07″ с. ш. 106°41′04″ з. д. (административный центр) | 1142                             | 1157                             |
| 0031                       | Тепорачи (исп. Teporachi) 27°50′22″ с. ш. 106°47′20″ з. д.                                                     | 275                              | 317                              |
| 0014                       | Гуадалупе (исп. Guadalupe) 27°49′01″ с. ш. 106°37′14″ з. д.                                                    | 161                              | 162                              |
| 0024                       | Санта-Ана (исп. Santa Ana) 27°49′52″ с. ш. 106°35′18″ з. д.                                                    | 94                               | 117                              |
| 0036                       | Охо-де-Агуа (исп. Ojo de Agua) 27°50′31″ с. ш. 106°35′12″ з. д.                                                | 74                               | 99                               |
| 0025                       | Санта-Роса (исп. Santa Rosa) 27°51′33″ с. ш. 106°38′04″ з. д.                                                  | 106                              | 81                               |
| —                          | Прочие | 391                              | 357                              |
| Названия на карте Генштаба | |                                  |                                  |

## Экономика
По статистическим данным 2000 года, работоспособное население занято по секторам экономики в следующих пропорциях:
- сельское хозяйство и рыболовство — 53,7 %;
- производство и строительство — 22,5 %;
- торговля, сферы услуг и туризма — 22,5 %;
- безработные — 1,3 %.

## Инфраструктура
По статистическим данным 2010 года, инфраструктура развита следующим образом:
- электрификация: 95,1 %;
- водоснабжение: 96,8 %;
- водоотведение: 84,2 %.

## Достопримечательности
В муниципальном центре находится несколько исторических религиозных объектов:
- церковь Святого Франсиско де Борха, построенная в XVII веке;
- церковь в поселении Санта-Ана, построенная в XVII веке;
- часовня в поселении Гуадалупе, построенная в XVII веке;
- часовня в поселении Санта-Роса, построенная в XIX веке.